# Thomas Close
Thomas Close – osada w Anglii, w Kumbrii. W 1870-72 wieś liczyła 99 mieszkańców.